# Peste cipriana
La peste cipriana o de Cipriano es el nombre que se da a una pandemia que afligió al Imperio romano desde alrededor del año 249 hasta el 269. Se cree que la epidemia causó escasez de mano de obra para la producción de comida y también en el ejército romano, debilitando gravemente al imperio durante la crisis del siglo III. Su nombre moderno conmemora a san Cipriano, obispo de Cartago, un antiguo escritor cristiano que fue testigo y describió la plaga. Se especula sobre cuál sería el concreto agente de la plaga, debido a lo escaso de las fuentes, pero entre los sospechosos se encuentran la viruela, la gripe y la fiebre hemorrágica viral (filovirus), como el virus del Ébola.

## Relatos contemporáneos
De 250 a 269, en el momento álgido del brote, se decía que morían en Roma cinco mil personas al día. El biógrafo de Cipriano, Poncio de Cartago, habló de la plaga en Cartago:
«Después hubo un brote de una tremeda peste, y excesiva destrucción de una odiosa enfermedad. Invadió cada casa en sucesión del temeroso pueblo, siguiendo adelante día tras día con un ataque repentino a personas innumerables, cada uno de su propia casa. Todos temblaban, huían, rehuyendo el contagio, exponiendo impíamente a sus propios amigos, como si con la exclusión de la persona que se iba a morir de todas formas de la peste, pudiera librarse uno mismo de la muerte. Allí yacieron por toda la ciudad lo que ya no eran cuerpos sino los cadáveres de muchos, y, por la contemplación de un destino que podrían a su vez ser el propio, exigía la piedad de quienes pasaban, piedad por ellos mismos. Nadie consideraba nada más que sus crueles ganancias. Nadie temblaba por el recuerdo de un acontecimiento similar. Nadie hizo nada que no fuera lo que uno mismo deseara experimentar».
En Cartago la «persecución de Decio», desplegada al comienzo de la plaga, quizá inadvertidamente llevó a la criminalización del rechazo de los cristianos a prestar juramento. Cincuenta años después, el norteafricano converso al Cristianismo Arnobio defendió su nueva religión de las acusaciones paganas:
«¿Que llegó una plaga a la Tierra después de que la religión cristiana llegara al mundo, y después de que revelase los misterios de la verdad oculta? Pero las pestilencias, dicen mis opositores, y las sequías, las guerras, las hambrunas, las plagas de langosta, los ratones y el pedrisco, y otras cosas dañinas, por las cuales resulta asaltada la propiedad de los hombres, los dioses nos lo traen, enfadados por vuestras fechorías y por vuestras trangresiones».
Cipriano sacó analogías moralizantes en sus sermones a la comunidad cristiana y una imagen en palabras de los síntomas de la plaga en su escrito De mortalitate («Sobre la peste»):
«Este desafío, ahora que las entrañas, relajadas en un flujo constante, descargan al cuerpo de su fuerza; que un fuego que se origina en los fermentos de la médula en heridas de las fauces; que los intestinos estén sacudidos con un vómito continuo; que los ojos estén ardiendo inyectados de sangre; que en algunos casos los pies o algunas partes de los miembros se arranquen por el contagio de una enfermiza putrefacción; que de esa debilidad que surge por la mutilación y la pérdida del cuerpo, bien la marcha se debilita, o se obstruye el oído, o se oscurece la visión;—es aprovechable como una prueba de fe. ¡Qué grandeza de espíritu es luchar con todos los poderes de una mente inmutable contra tantos estallidos de devastación y muerte! Qué sublime, permanecer en pie en medio de la desolación de la raza humana, y no quedar postrado con aquellos que no tienen esperanza en Dios; antes bien, regocijarse, y abrazar el beneficio de la ocasión; que de esta manera, mostrando valientemente la fortaleza de nuestra fe, y al soportar el sufrimiento, ¡nos acercaremos a Cristo por la estrecha vía que Cristo trazó, podremos recibir el premio de Su vida y fe según Su propio juicio!» 
Los relatos de la plaga datan de alrededor de 249 a 269. Hubo un incidente posterior en 270 que implicó la muerte de Claudio II Gótico, aunque se desconoce si esta fue la misma plaga o un brote diferente. La Historia Augusta dice que «en el consulado de Antioquiano y Orfito el favor del cielo logró el éxito de Claudio. Para una gran multitud, los supervivientes de las tribus bárbaras, quienes se habían reunido en Haemimontum estaban tan afectados por el hambre y la pestilencia que Claudio ahora desdeñó seguir conquistándolos... durante esta misma época los escitas intentaron saquear Creta y Chipre también, pero por todos lados los ejércitos estaban de la misma forma golpeados por la pestilencia, de manera que también fueron derrotados».

## Epidemiología
La severa devastación de la población europea por las dos pestes puede indicar que la gente no había estado expuesta con anterioridad o se había inmunizado a la causa de la plaga. El historiador William Hardy McNeill afirma que tanto la precedente peste antonina (166–180) como la de Cipriano (251–270) fueron las primeras transferencias desde reservorios animales a la humanidad de dos enfermedades diferentes, una de viruela y una de sarampión aunque no necesariamente en ese orden. D. Ch. Stathakopoulos afirma que ambos brotes fueron de viruela.
De acuerdo con el historiador Kyle Harper, los síntomas atribuidos por las fuentes antiguas a la peste cipriana encajan más con una enfermedad viral que causa una fiebre hemorrágica, como el Ébola, más que la viruela. A la inversa, Harper cree que la plaga antonina fue causada por la viruela.

## Consecuencias
Según el historiador Kyle Harper, el período de la peste casi vio el fin del imperio romano. Afirma que entre el año 248 y 268, «... la historia de Roma es un confuso lío de violentos fracasos. La integridad estructural de la máquina imperial se disgregó. El sistema de fronteras se hundió. La caída de la legitimidad invitó al trono a un usurpador tras otro. El imperio se fragmentó y sólo el éxito dramático de emperadores posteriores volviendo a juntar las piezas evitó que este momento fuera el acto final de la historia imperial romana».
La amenaza de muerte inminente por la peste y la firme convicción de los clérigos cristianos ante ella ganó más conversos para esta fe.